# نبرد پروخوروفکا
نبرد پروخوروفکا نبردی است در طی نبرد کورسک در جنگ جهانی دوم که در تاریخ ۱۲ ژوئیه سال ۱۹۴۳ در نزدیکی شهر پروخوروفکا در ۸۷ کیلومتری جنوب کورسک میان ارتش آلمان نازی و ارتش شوروی صورت گرفت و در نهایت با پیروزی تاکتیکی آلمان نازی و پیروزی راهبردی اتحاد جماهیر شوروی به پایان رسید.